# Heiltumsweisung

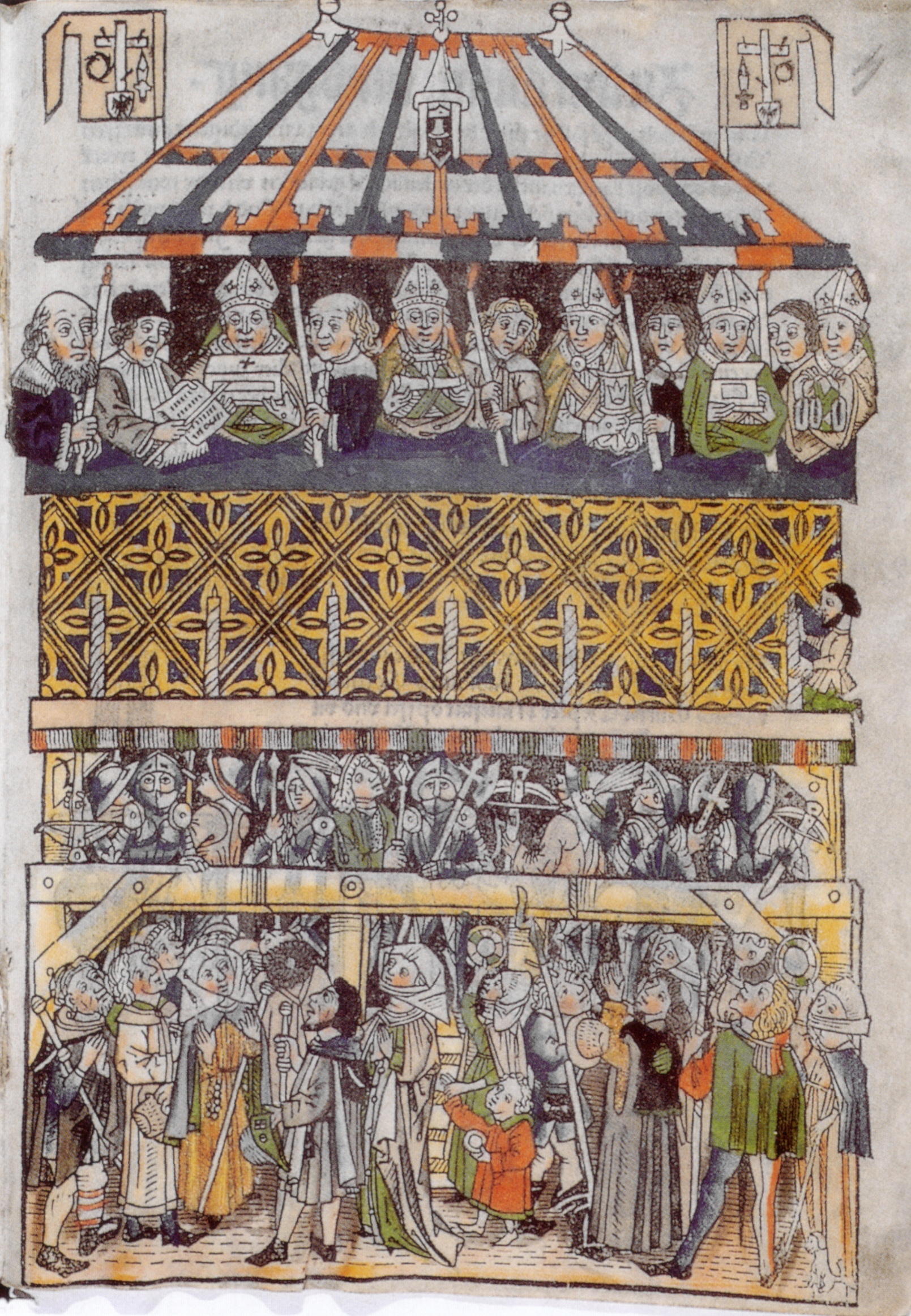
Heiltumsweisung der Reichskleinodien am Schopperschen Haus, Nürnberg. Holzschnitt von 1487 aus einem Heiltumsbüchlein.

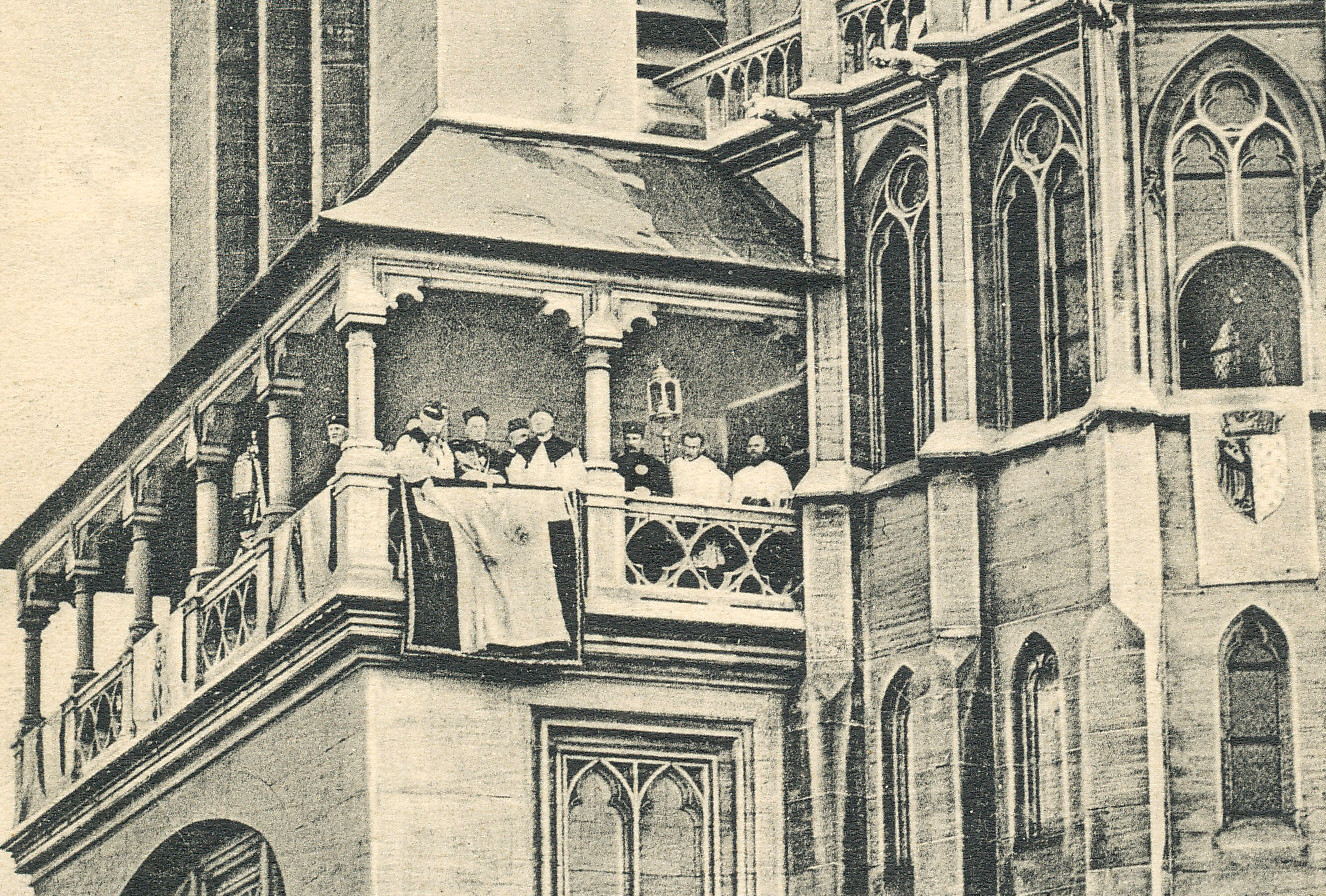
Weisung des Kleides Mariens während der Heiligtumsfahrt 1909 in Aachen

Bei einer Heiltumsweisung handelt es sich um die feierliche Zurschaustellung des Reliquienschatzes einer Kirche im Rahmen eines eigens entwickelten, von Ort zu Ort variierenden Bußgottesdiensts. 
Wegen der großen Zahl von Besuchern wurden sie meist außerhalb des Kirchenraums durchgeführt, die Reliquien wurden von einer temporär errichteten Bühne, dem so genannten Heiltumstuhl, oder von dauerhaft am Außenbau der Kirchen angebrachten Balkonen oder Galerien gezeigt. Im Laufe der Zeit bildete sich die Gewohnheit heraus, die Weisung in einem bestimmten, regelmäßigen Turnus durchzuführen, entweder jährlich – nicht selten in Kombination mit dem jeweiligen Kirchweihfest – oder beispielsweise alle sieben Jahre. 
Ein bedeutender Anreiz für die Teilnahme an Heiltumsweisungen stellte die Möglichkeit dar, Ablass zu erwerben. Wegen der allgemein praktizierten, wenn auch nicht immer vollkommen rechtmäßigen Ablasskumulation waren bei den Heiltumsweisungen die größten Ablässe im Rahmen öffentlicher Bußleistungen zu erwerben. In der Zeit ihres höchsten Ansehens strömten Menschen aus nahezu ganz Europa zu bestimmten Heiltumsweisungen, wobei sie Haus, Hof, Weib und Kind über einen größeren Zeitraum hinweg allein ließen. 
Die Heiltumsweisungen gehörten zu den größten Ereignissen des hohen und späten Mittelalters überhaupt, bis die Reformation ihnen fast überall ein Ende setzte. Bis heute werden sie u. a. in Aachen (Aachener Heiligtumsfahrt) und Kornelimünster durchgeführt (im Sieben-Jahres-Rhythmus, zuletzt im Juni 2023).